# Igor Máthé
Igor Máthé (* 24. února 1944 Veľký Šariš) byl slovenský a československý politik, po sametové revoluci poslanec Sněmovny lidu Federálního shromáždění za HZDS, v 90. letech předák HZDS na Prešovsku.

## Biografie
Státní bezpečnost Košice ho od roku 1965 vedla v evidenci zájmových osob.
Ve volbách roku 1992 byl za HZDS zvolen do Sněmovny lidu. Ve Federálním shromáždění setrval do zániku Československa v prosinci 1992.
V letech 1992–1994 a 1994–1996 byl coby člen HZDS přednostou okresního úřadu Prešov. Když se na Slovensku dočasně ujala v roce 1994 moci vláda Jozefa Moravčíka, nový kabinet ho odvolal. Když se koncem roku 1994 k moci dostala třetí vláda Vladimíra Mečiara, do funkce se vrátil. Působil rovněž jako okresní předseda HZDS. V červenci 1996 byl ovšem z HZDS vyloučen. Po odchodu z HZDS působil v Regionálním sdružení HZDS Šariš, které sdružovalo několik vyloučených členů této strany a na regionální úrovni působilo jako alternativa k HZDS. V roce 1997 se uvádí na pozici předsedy dozorčí rady slovenského Fondu národního majetku, kde setrval i po svém vytlačení z HZDS.
V krajských volbách roku 2001 kandidoval neúspěšně jako nezávislý na post předsedy Prešovského samosprávného kraje. V této době je uváděn jako předseda občanského sdružení Východ.